# Mahinathpur
Mahinathpur (nep. महिनाथपुर) – gaun wikas samiti w środkowej części Nepalu  w strefie Dźanakpur w dystrykcie Sarlahi. Według nepalskiego spisu powszechnego z 2001 roku liczył on 617 gospodarstw domowych i 2959 mieszkańców (1392 kobiet i 1567 mężczyzn).